# Bornholms Middelaldercenter
|  | Bornholms Middelaldercenter ved Østerlars Kirke på Bornholm - ikke at forveksle med Middelaldercentret ved Nykøbing Falster. |
Bornholms Middelaldercenter er et videnpædagogisk oplevelsescenter og frilandsmuseum med fokus på middelalderen ca. 500 meter fra Østerlars Rundkirke på Bornholm. Det er etableret med inspiration fra Middelaldercentret ved Nykøbing Falster.
Oplevelscenteret består bl.a. en stormandsgård, der kan besøges gennem en af de to hovedporte, der giver adgang til et stort vagttårn og et par tilstødende bygninger. Rundt om stormandsgården løber der træpalisader med en løbegang. Fra vagttårnet i midten er det muligt at se Østerlars Rundkirke samt kystlinien ved Gudhjem.
Neden for stormandsgården ligger en smedje, en vandmølle og nogle små landbrugshuse med gamle dyrearter.
I højsæsonen er der aktiviteter for de besøgende, hvor det bl.a. vil være muligt at slås med sværd og at overvære en middelalderkanon blive affyret.
I 2015 blev antallet af besøgende på centret opgjort til 47.489.
Bornholms Middelaldercenter er et af det statsstøttede videnspædagogiske aktivitetscentre.